# Suwon FC Women
Der Suwon FC Women (koreanisch 수원 FC 위민) ist ein Fußballfranchise aus Suwon, Südkorea, das aktuell in der WK League, der höchsten Spielklasse des Frauenfußballs in Südkorea, spielt. 2010 gewannen sie die WK-League und wurden somit der zweite Meister in deren Geschichte.

## Geschichte
Das Franchise wurde am 1. Januar 2008 gegründet und spielt seit der Gründung der WK-League in dieser Liga.
In der ersten WK-League Saison erreichte das Franchise den letzten Platz. In der darauffolgenden Saison waren sie die „Überraschungsmannschaft“ der WK-League: sie erreichten zum Ende der regulären Saison den 2. Platz. Während der Meister der ersten Saison nur Dritter wurde, erreichte Suwon mit einem Punkt Vorsprung das Meisterschafts-Finalspiel gegen Incheon Hyundai Steel Red Angels. Obwohl das Hinspiel in Incheon 0:1 verloren ging, gewannen sie das Rückspiel überraschend mit 2:0 in Suwon und krönten ihre Leistung mit der Meisterschaft. In der folgenden Saison als Titelverteidiger erreichten sie nach Ende der regulären Spielzeit den 3. Platz, mit dem sie sich für das Meisterschafts-Halbfinalspiel qualifizierten. Im Halbfinale unterlagen sie allerdings gegen Incheon mit 1:2, was die Titelverteidigung ausschloss. In der nächsten Saison konnten sie an die Leistungen aus den letzten zwei Jahren nicht anknüpfen und beendeten die Saison auf dem 6. Platz, ebenso 2013, wo sie erneut nur den 6. Platz erreichten. 2014 folgte nach Ende der regulären Spielzeit der 5. Platz. Erst in der letzten Saison konnten sie seit Langem an ihre alten Leistungen wieder anknüpfen und erreichten den 3. Platz, der ihnen die Teilnahme am Halbfinale ermöglichte. Dort mussten sie gegen Icheon Daekyo WFC antreten. Sie verloren das Spiel mit 1:2.

## Stadion
Ihre Heimspiele trägt die Mannschaft im Suwon-Stadion aus.